# NBA Live 10
NBA Live 10 è un videogioco sportivo di pallacanestro in uscita con marchio ufficiale della lega NBA, della lega internazionale FIBA e della EA Sports.
È stato ufficialmente messo in commercio il 6 ottobre 2009 negli Stati Uniti e il 9 ottobre in Europa. In precedenza erano state pubblicate demo per Xbox 360 e PlayStation 3, disponibili dall'11 settembre 2009 sul Marketplace di Xbox 360 e dal 17 settembre 2009 sul PlayStation Store di PS3.

## Copertina
Per il ruolo di testimonial per la cover del gioco è stato scelto Dwight Howard, centro in forza agli Orlando Magic.

## Squadre

### Franchigie
Sono presenti nel gioco tutte le 30 squadre della lega NBA (29 delle quali statunitensi ed una canadese):
| National Basketball Association |                       |                        |                       |                        |                    |
| Eastern Conference              |                       |                        |                       |                        |                    |
| Atlantic Division               | Boston Celtics        | New Jersey Nets        | New York Knicks       | Philadelphia 76ers     | Toronto Raptors    |
| Central Division                | Chicago Bulls         | Cleveland Cavaliers    | Detroit Pistons       | Indiana Pacers         | Milwaukee Bucks    |
| Southeast Division              | Atlanta Hawks         | Charlotte Bobcats      | Miami Heat            | Orlando Magic          | Washington Wizards |
| Western Conference              |                       |                        |                       |                        |                    |
| Northwest Division              | Denver Nuggets        | Minnesota Timberwolves | Oklahoma City Thunder | Portland Trail Blazers | Utah Jazz          |
| Pacific Division                | Golden State Warriors | Los Angeles Clippers   | Los Angeles Lakers    | Phoenix Suns           | Sacramento Kings   |
| Southwest Division              | Dallas Mavericks      | Houston Rockets        | Memphis Grizzlies     | New Orleans Hornets    | San Antonio Spurs  |

### Nazionali
Il gioco dispone dell'esclusiva licenza FIBA e contiene 24 squadre Nazionali, di seguito elencate:
| - Angola - Argentina - Australia - Brasile - Canada - Cina - Croazia - Gran Bretagna - Francia - Germania - Grecia - Iran | - Italia - Giappone - Lituania - Messico - Nuova Zelanda - Porto Rico - Russia - Serbia - Slovenia - Spagna - Turchia - Stati Uniti |

## Colonna sonora
La colonna sonora completa di NBA Live 10 è stata annunciata da EA Sports il 31 luglio 2009. Comprende 28 canzoni.
1. 88 Keys – Wake Up Call (feat. Colin Munroe)
2. Afrika Bambaataa – 'Zulu! (We Don't Stop Yawl) (feat. Why G, Mickey Factz & Fort Knox Five)
3. B.o.B. – Champion
4. Beastie Boys – Pop Your Balloon
5. David Banner & GQ – S.P.I.T.
6. De La Soul – La La La
7. Dead Prez – Still Bigga Than
8. Embassy Music Board – Overtime
9. Glasses Malone – Certified (feat. Akon)
10. Grand Puba – Get It
11. Laza – Crank It Up
12. Lil' Wayne – 3 Peat
13. Matt & Kim – Daylight (feat. De La Soul) (Troublemaker Remix)
14. Matt & Kim – Daylight
15. Mick Boogie – Class Of Our Own (feat. Kidz In The Hall, Donnis & Daytona)
16. Mickey Factz & B.o.B. – Mind Got Blown
17. Mos Def – History (feat. Talib Kweli)
18. MURS – We Ballin' (feat. Kurupt & Jay Rock)
19. Pete Rock – When I Need It
20. Reflection Internal – Get Lite
21. Rick Ross – The Boss
22. Rye Rye – Get Like This (feat. Busy Signal)
23. Snoop Dogg – Lodi Dodi (LIVE 10)
24. Wale – World Tour (feat. Jazmine Sullivan)
25. Wyclef Jean – Ballin' (feat. Haitian Fresh)
26. Xzibit – Fanatic (feat. BJ The Chicago Kid & Poo Bear)
27. Young Dre The Truth & 2Pac – All Eyez On Me (The Truth) (feat. BJ The Chicago Kid)
28. Zion I – Go Hard